# Вог Вільямс
Вог Вільямс (англ. Vogue Williams; нар. 2 жовтня 1985 року) — ірландська модель і медіа-персона, відома своєю участю в програмах «Танцях з зірками» та «Вихід», а також перемогою в серії «Беар Ґріллз: Місія вижити» 2015 року.

## Молодість і освіта
Вільямс народилася 2 жовтня 1985 року в Портмарноку, передмісті Дубліна. Її батьки, Сандра та колишній продавець автомобілів Фредді, розлучилися, коли їй було сім років, а її батько помер у 2010 році. Вона наймолодша з трьох братів і сестер, після брата Фредеріка та сестри Ембер; вона також має двох зведених братів і сестер.

## Кар'єра
Публічна кар'єра Вільямс почалася 11 листопада 2010 року в ірландському реаліті-серіалі Fade Street, який розповідав про життя чотирьох ірландок у Дубліні. Епізоди включали роботу Вог у журналі Stellar, її навчання акторській майстерності та інтерес до диск-жокеїнгу. 15 квітня 2012 року Вільямс почала брати участь у дванадцятій серії Танців з зірками в Австралії в партнерстві з Крістофером Пейджем; вони були третьою парою, яка вибула зі змагань 6 травня 2012 року. У 2013 році Вільямс і Браян Макфедден взяли участь у танцювальному конкурсі знаменитостей ITV Stepping Out, посівши друге місце.
4 лютого 2015 року було підтверджено участь Вільямс в реаліті-серіалі ITV Беар Ґріллс: Місія вижити, який вийшов у ефір 20 лютого 2015 року. Вона виграла шоу 3 квітня 2015 року, обійшовши Келлі Голмс і Майка Тіндолла. У грудні 2015 року Вільямс з'явилася разом з Брайаном Макфедденом в знаменитому епізоді Catchphrase. 21 червня 2016 року вона була запрошеною доповідачкою в епізоді Loose Women. 30–31 жовтня 2016 року вона була гостем Celebrity Haunted Hotel на каналі W.
Вільямс представила власне шоу з чотирьох частин під назвою Vogue Williams – On the Edge, у якій вона досліджувала проблеми, що впливають на життя інших «мілленіалів», наприклад, наркотики, соціальну тривожність, гендерну дисморфію та одержимість «красивим тілом». Вона мала взяти участь у четвертій серії The Jump на Channel 4 у лютому 2017 року, але відмовилася від участі через травму, отриману під час тренувань. Її замінила Емі Віллертон.
4 червня 2017 року, після терористичних атак у Манчестері та Лондоні, Вільямс написала статтю для Sunday World під назвою «Табори для інтернованих — жахлива необхідність», у якій закликала до створення таборів для інтернованих для утримання без суду «3000 осіб [мусульманських] екстремістів, які живуть у Великобританії». Вона визнала, що інтернування в Північній Ірландії не спрацювало, але стеврджувала з терористами сьогодні не можна вести переговори. Дональд Кларк з The Irish Times розкритикував її погляди як «нелогічні, тоталітарні та глибоко зловісні» та порівняв їх із Breitbart та UKIP. Він зазначив, що інтернування в Північній Ірландії змусило ірландських республіканців відмовитися від переговорів. Він також розкритикував її статтю як «передбачувано зневажливу, на межі з сексистською». Пізніше Вільямс сказала, що припустилася помилки, і попросила вибачення за свою позицію, сказавши, що написала це, коли була налякана та розгнівана, і що її захист інтернування був помилковим. Вона також повідомила, що їй погрожували вбивством.
У неділю 29 березня 2020 року Вільямс стала новою ведучою шоу Недільний сніданок на Heart FM. У вересні 2021 року вона стала ведучою талант-шоу Virgin Media One. У листопаді 2021 року її було оголошено ведучою нового шоу віртуальної реальності під назвою Send Nudes: Body SOS про рішення людей щодо планових пластичних операцій, яке транслювалося на E4 у 2022 році.
Вільямс знімалася у серіалі «Налякана Ірландія», прем’єра якого відбулася на британському телебаченні 29 вересня 2023 року після попереднього запуску в Ірландії.

## Особисте життя
У травні 2011 року вона почала зустрічатися з колишнім співаком Westlife Браяном Макфадденом. Про їх заручини було оголошено 12 січня 2012 року, а 2 вересня 2012 року вони одружилися у Флоренції, Італія. У червні 2015 року Вільямс придбала квартиру в Гоуті, недалеко від Дубліна. 7 липня 2015 року Вільямс і Макфадден оголосили, що розлучаються після трьох років шлюбу. Пара розлучилася у 2017 році.

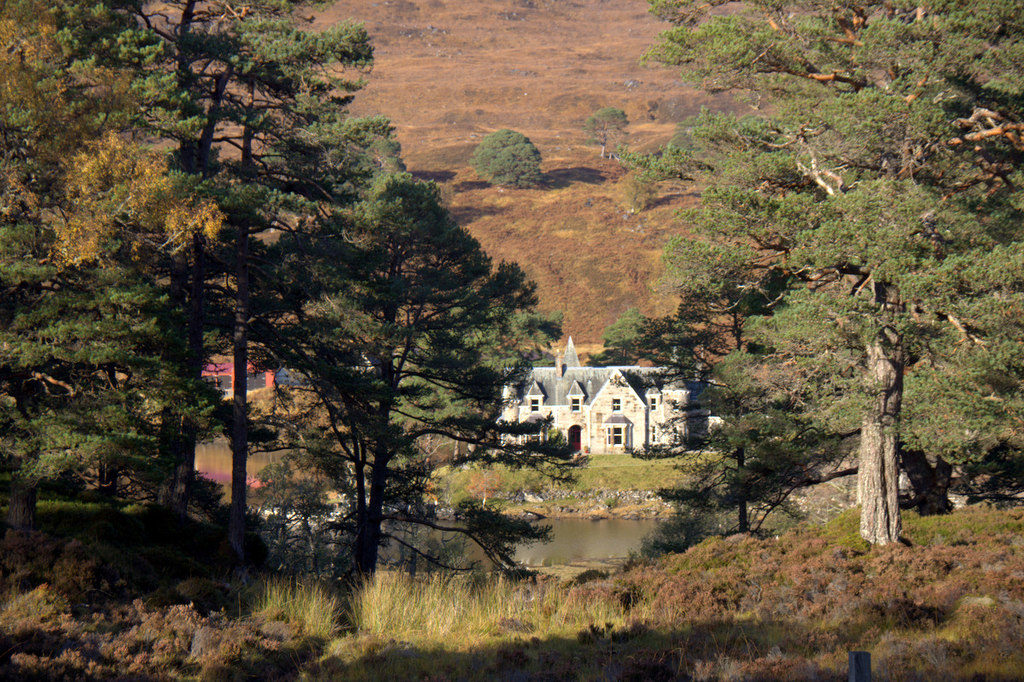
Глен Афрік, маєток родини Метьюз, де Вільямс одружилася зі Спенсером.

Вільямс заручилася із зіркою реаліті-шоу Спенсером Метьюзом у січні 2018 року; Вільямс і Метьюз одружилися 9 червня 2018 року. У пари є син 2018 року народження, дочка 2020 року народження та син 2022 року народження.

## Фільмографія

### Телебачення
| Год               | Назва                              | Роль                                                | Примітка                                                                  |
| ----------------- | ---------------------------------- | --------------------------------------------------- | ------------------------------------------------------------------------- |
| 2010–2011         | Вулиця Фейд                        |                                                     | Перший сезон і перша половина другого сезону                              |
| 2011              | Зруйнуйте мости Ліффі!             | Молі Кэррол                                         | Спектакль, виконаний в театрі Bord Gáis Energy, Дублін                    |
| 2012              | Танці з зірками                    | Конкурсантка                                        | Партнерство з Кристофером Пейжем                                          |
| 2013              | Вихід                              | Конкурсантка                                        | Завершила на другому місці з Брайаном МакФадденом                         |
| 2013              | Реальність: Вог вдома і поза домом | Презентаторка                                       | Спеціальний серіал RTÉ2 про 25-річчя                                      |
| 2014              | Вог після смерті                   | Презентаторка                                       | 18 грудня 2014 року на RTÉ2                                               |
| 2015              | Беар Ґріллс: Місія вижити          | Конкурсантка                                        | Переможиця 1 серії                                                        |
| 2015              | Vogue Does Straight A's            | Презентаторка                                       | Документальний фільм RTÉ2 про повторну перевірку "Від'їзд з сертифікатом" |
| 2015              | Vogue Williams - Дикі дівчата      | Презентаторка                                       | 3-частинний серіал RTÉ2 з жінками в в'язниці, жінками-бойцями             |
| 2016              | Vogue Williams - на краю           | Презентаторка                                       | 4-частинна серія RTÉ2 з питань трансгендерності, культуризму, наркотиків  |
| 2016              | Розкуті жінки                      | Гостьова панель                                     | 1 епізод                                                                  |
| 2016              | Готель знаменитостей: Наживо       | Учасниця                                            |                                                                           |
| 2017 - теперішній | Вихідні шляхи                      | Ко-презентаторка                                    | Серіал BBC Північна Ірландія                                              |
| 2017              | Спуск                              | Конкурсантка                                        | Знялася в першому випуску через травму                                    |
| 2017              | Партнери в римі                    | Гостя                                               | 1 епізод                                                                  |
| 2018              | Celebrity Mastermind               | Конкурсантка                                        | 1 епізод                                                                  |
| 2019              | Твоє обличчя чи моє?               | Конкурсантка, разом з чоловіком Спенсером Маттьюсом | Серія 6 Перша частина                                                     |
| 2020              | Справжній момент: Щасливі зірки    | Конкурсантка                                        | 1 епізод                                                                  |
| 2021              | Великий заговор                    | Презентаторка                                       | Випущений на Virgin Media One                                             |
| 2022              | Send Nudes: Body SOS               | Презентаторка                                       | Серія E4                                                                  |
| 2023              | Сексуальний диск Джоан і Фог       | Ко-презентаторка; разом з Джоан Макналі             | Серія E4                                                                  |
| 2023              | Страшна Ірландія                   | Презентаторка                                       | Паранормальне розслідування; сезон 1                                      |
| 2024              | Дом ігор Річарда Османа            | Конкурсантка                                        | Серія 8, тиждень 1                                                        |